# Orestes (Gattung)

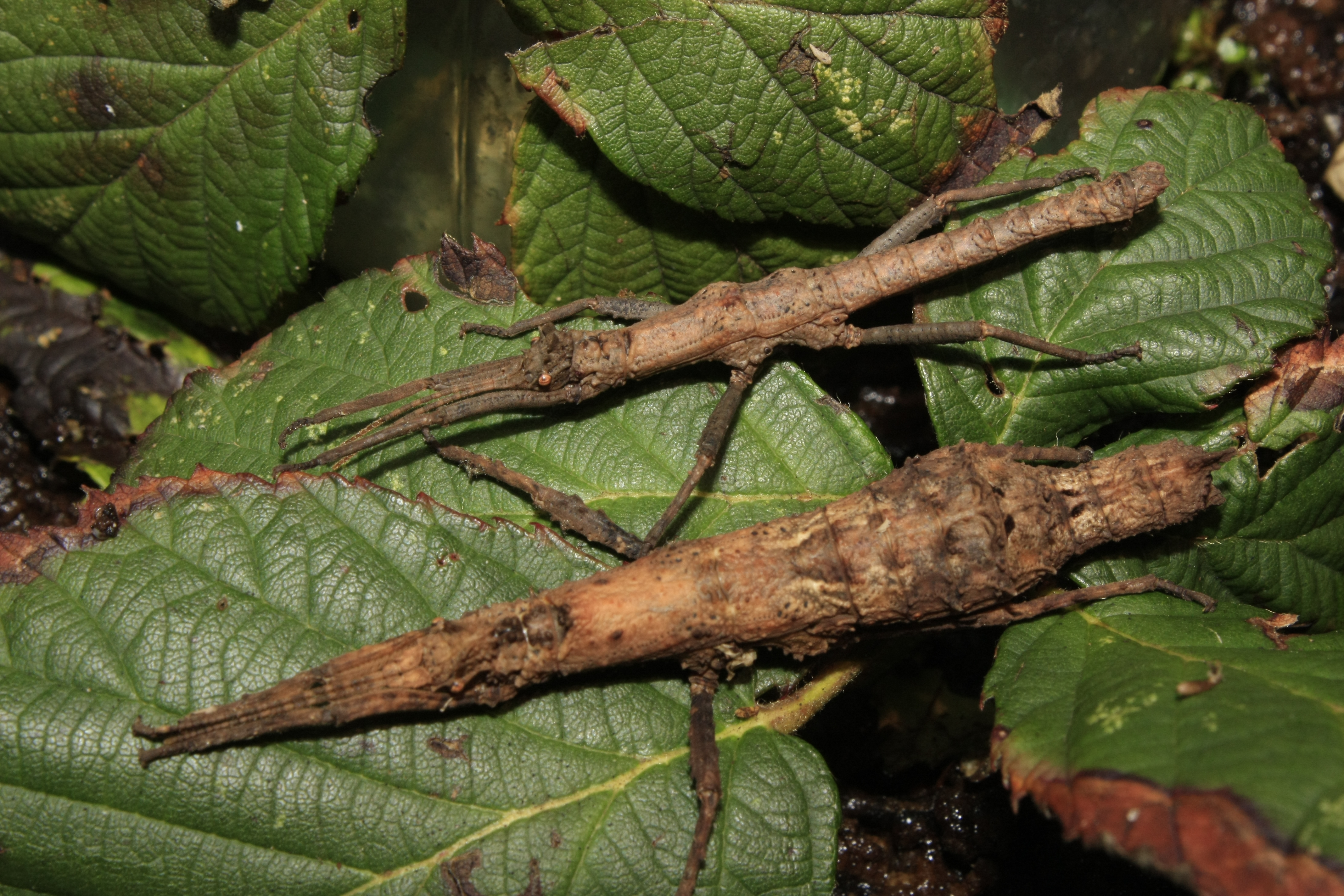
Pärchen von Orestes bachmaensis, zunächst als Pylaemenes sp. 'Bach Ma' eingeführt

Die Gattung Orestes vereint relativ kleine und langgestreckte Gespenstschrecken-Arten aus Südost- und Ostasien.

## Merkmale
Die Vertreter dieser Gattung sind mit 32 bis 45 Millimetern im männlichen und 38 bis 55 Millimetern im weiblichen Geschlecht durchweg eher klein. Beide Geschlechter sind stets flügellos und in unterschiedlichen Beige- bis Brauntönen gefärbt und zeigen häufig vor allem bei jüngeren Weibchen und weiblichen Nymphen kontrastreiche Zeichnungen mit weißen Bereichen. Männchen sind eher einfarbig in verschiedenen Brauntönen gefärbt. Der Thorax ist zylindrisch oder annähernd zylindrisch, anders als der von Vertretern der Gattung Pylaemenes, deren Meso- und Metanotum abgeflacht oder leicht dachförmig ist, mit einem deutlich erhöhten Mittel- und zwei seitlichen Längskielen. Das Mesonotum der Orestes-Weibchen ist nach hinten leicht erweitert und häufig finden sich dort zwei seitliche Längsreihen von Tuberkeln. Die Beine und hier besonders die Schenkel der Vorderbeine haben oft deutliche Kanten. Das Abdomen von adulten, eierlegenden Weibchen ist zur Mitte deutlich erweitert. Auf dem vierten und fünften Segment befindet sich eine deutliche Erhebung und auf dem neunten ein mittig sitzender, nach hinten gerichteter Kamm. Das letzte Segment (Analsegment) ist anders als bei Pylaemenes nicht stark dreieckig nach hinten verjüngt und am Ende eingekerbt. Wie für die Dataminae typisch haben sie keinen Legestachel zur Eiablage. Auf dem Kopf finden sich drei Reihen von Fortsätzen. Diese können zu einer arttypisch geformten, hoch aufragenden Struktur verschmelzen, wie etwa bei Orestes guangxiensis oder bei Orestes bachmaensis. Bei anderen Arten sind sie auf die Größe von einzelnstehenden Tuberkeln reduziert, wodurch der Kopf sehr flach sein kann, wie etwa bei Orestes mouhotii oder Orestes draegeri. Bei den Männchen sind diese Strukturen stets als deutliche, zu Dornen, Zacken oder wie bei Orestes mouhotii und Orestes draegeri zu halbrunden, ohrenähnlichen Hörnchen (Aurikeln) geformte Bereiche ausgebildet. Ihre Beine sind wie die der Weibchen geformt. Auf dem Thorax können sich kleinere Erhebungen oder mehrere teils lange Stacheln am Metathorax wie bei Orestes botot oder am Meso- und Metathorax wie bei Orestes diabolicus befinden. Insgesamt wirken sie im Habitus deutlich kleiner und schlanker als die Weibchen. Anders als bei Pylaemenes-Männchen ist ihr neuntes Abdominaltergit nicht nach hinten verbreitert.

## Vorkommen, Lebensweise und Fortpflanzung
Das relativ große Verbreitungsgebiet reicht von Südost- bis nach Ostasien und erstreckt sich dabei von den Andamanen, über Sumatra, die malaiische Halbinsel, Borneo und Singapur bis nach Vietnam, Kambodscha, Thailand und Südchina inklusive Hongkong bis in den Süden Japans. Männchen sind teilweise selten oder nicht bekannt und einige der Arten sind zumindest regional parthenogenetisch.
Die nachtaktiven Tiere verstecken sich tagsüber in der Laubschicht des Bodens oder an bzw. hinter Rinde. Sie sind tagsüber sehr träge und stellen sich tot, wenn sie entdeckt werden. Bei Berührung lassen sie sich mit lang ausgestreckten Vorderbeinen und Fühlern sowie an den Körper angelegten, angewinkelten Mittel- und Hinterbeinen zu Boden fallen, wo sie in Schreckstarre verharren. Die Weibchen legen während ihres durchschnittlich ein- bis zweijährigen Lebens lediglich ein bis drei Eier pro Woche am Boden ab. Diese sind 2,5 bis 4,0 Millimeter lang und 2,5 bis 3,1 Millimeter breit und mehr oder weniger behaart. Die 7 bis 15 Millimeter langen Nymphen schlüpfen je nach Art zwei bis sechs Monaten nach der Eiablage und benötigen zwischen einem halben und mehr als einem Jahr, um adult zu werden.

## Systematik

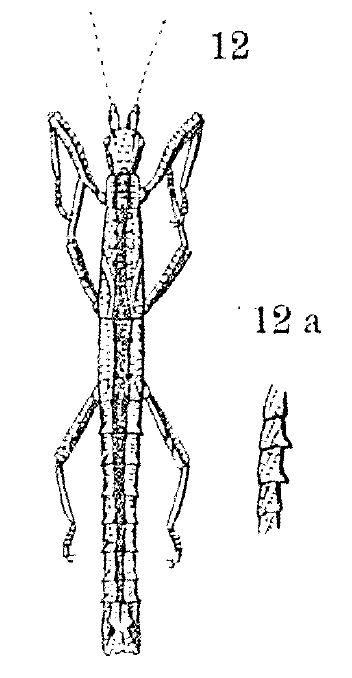
Weibliche Nymphe von Orestes verruculatus, Darstellung aus Redtenbachers Erstbeschreibung der Gattung von 1906

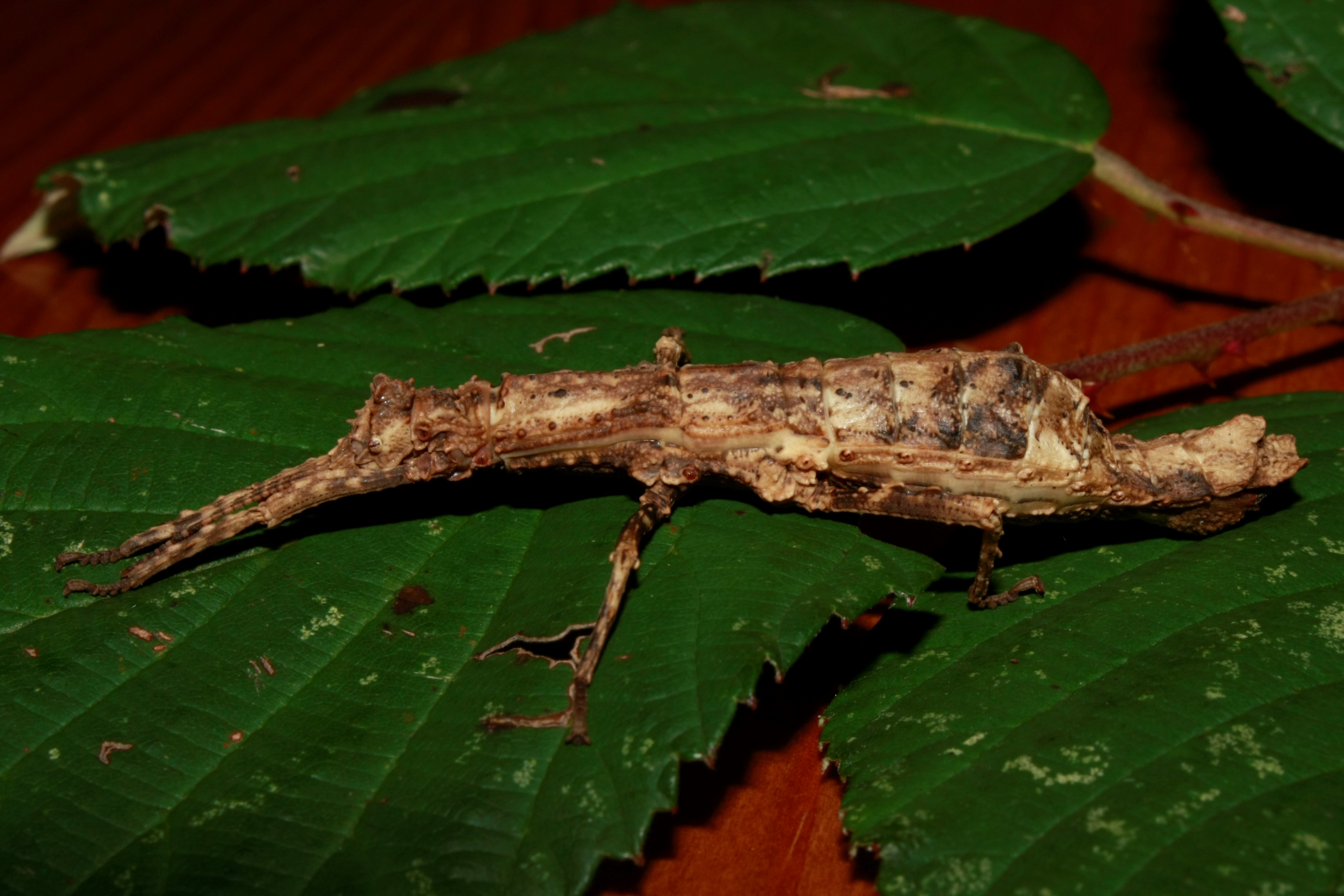
Weibchen einer 2016 als Pylaemenes elenamikhailorum beschriebenen Art, welche vom Habitus her zu Orestes gehört

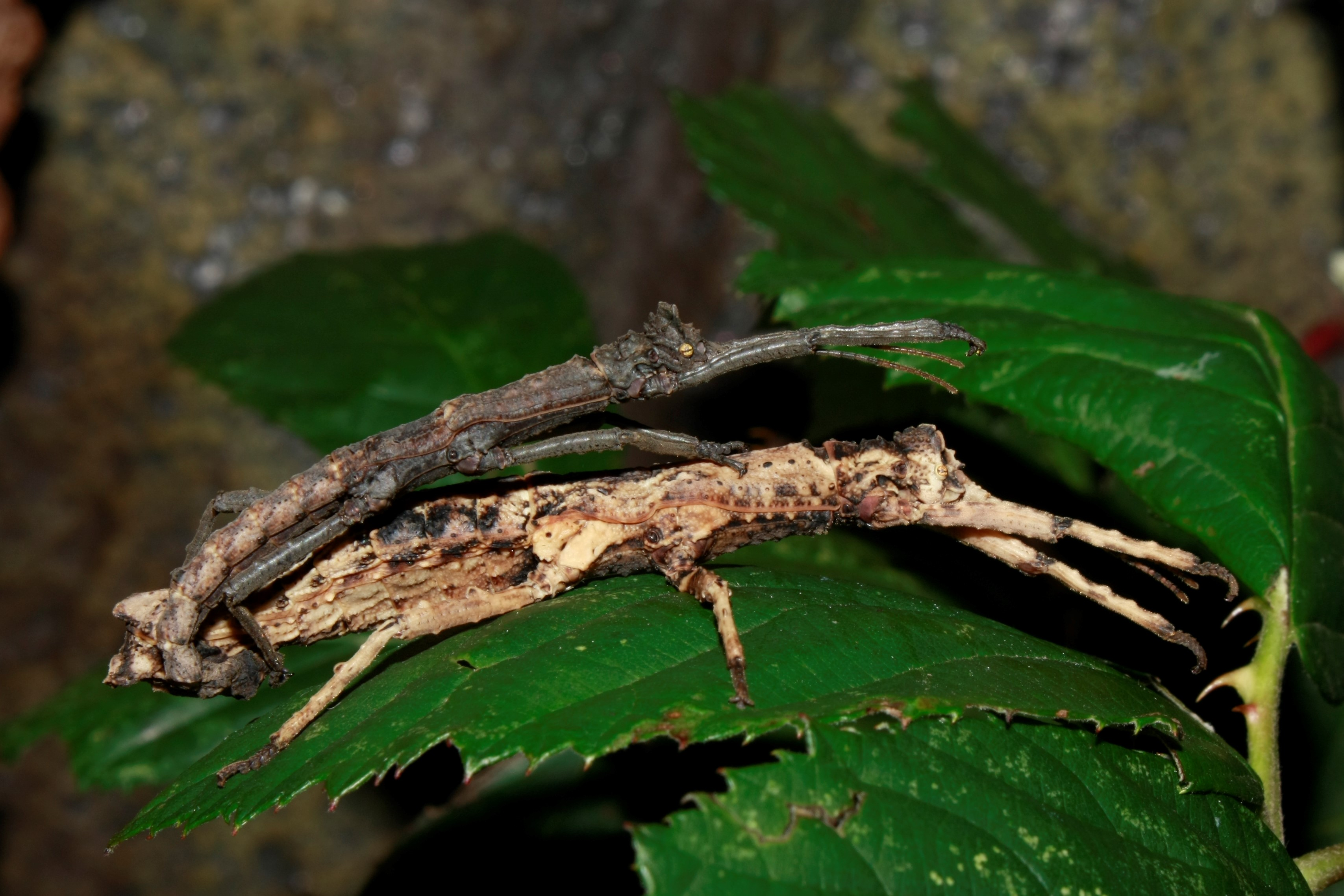
Pärchen von Orestes sp. 'Cuc Phuong', einer unbeschriebenen Art, welche zeitweilig für Orestes subcylindricus gehalten wurde

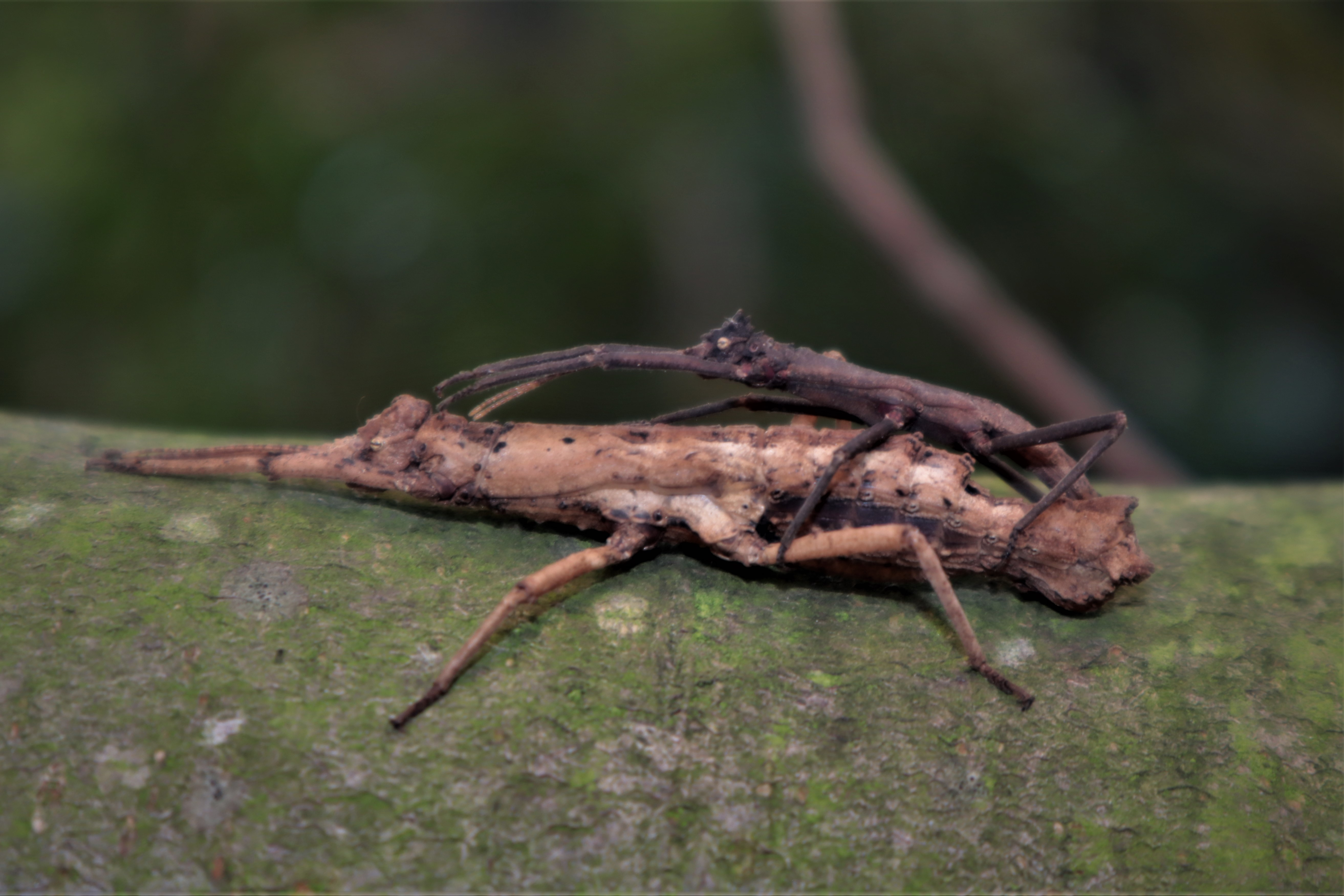
Pärchen von Orestes sp. 'Ta Dung'

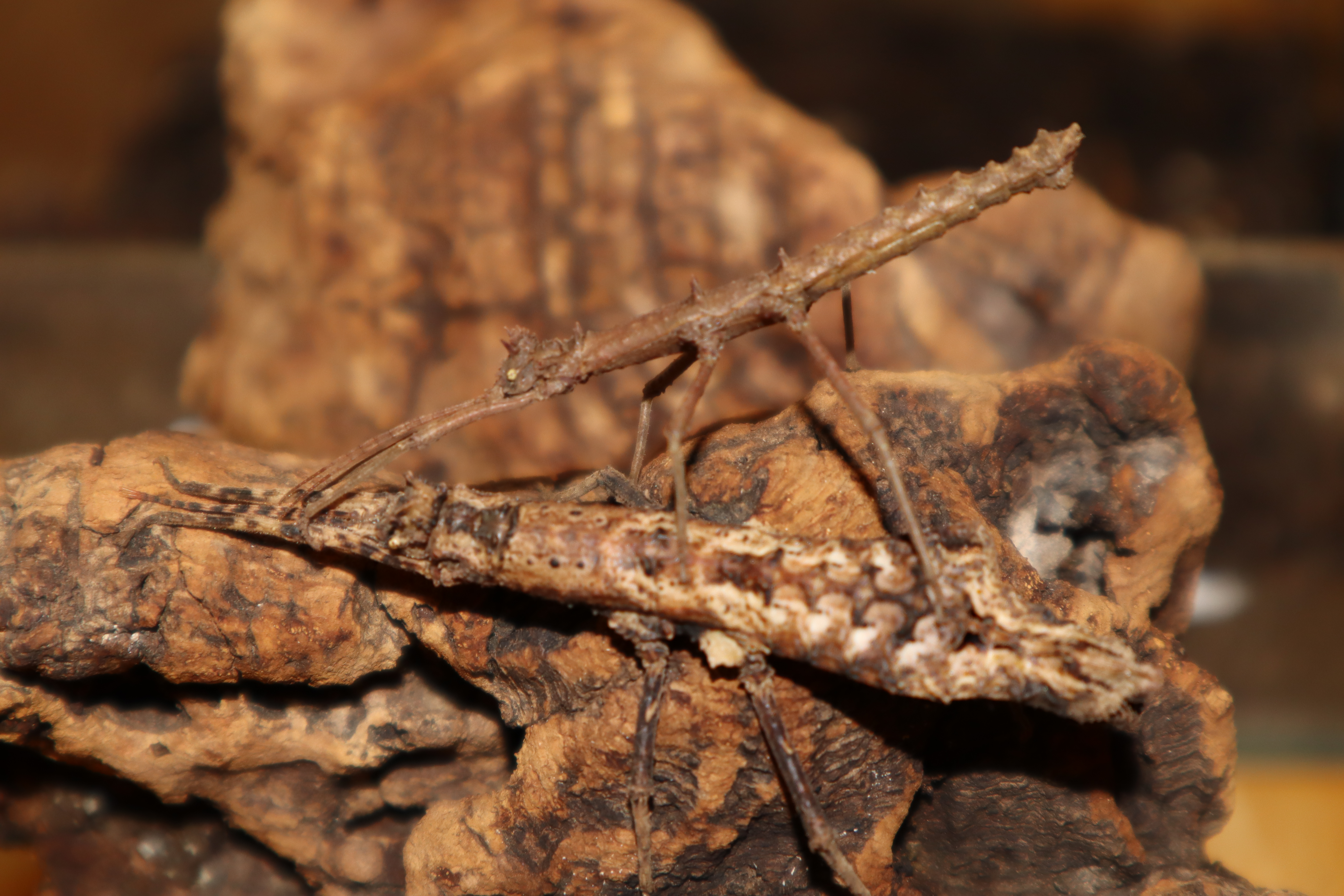
Pärchen von Orestes sp. 'Dak Nong'

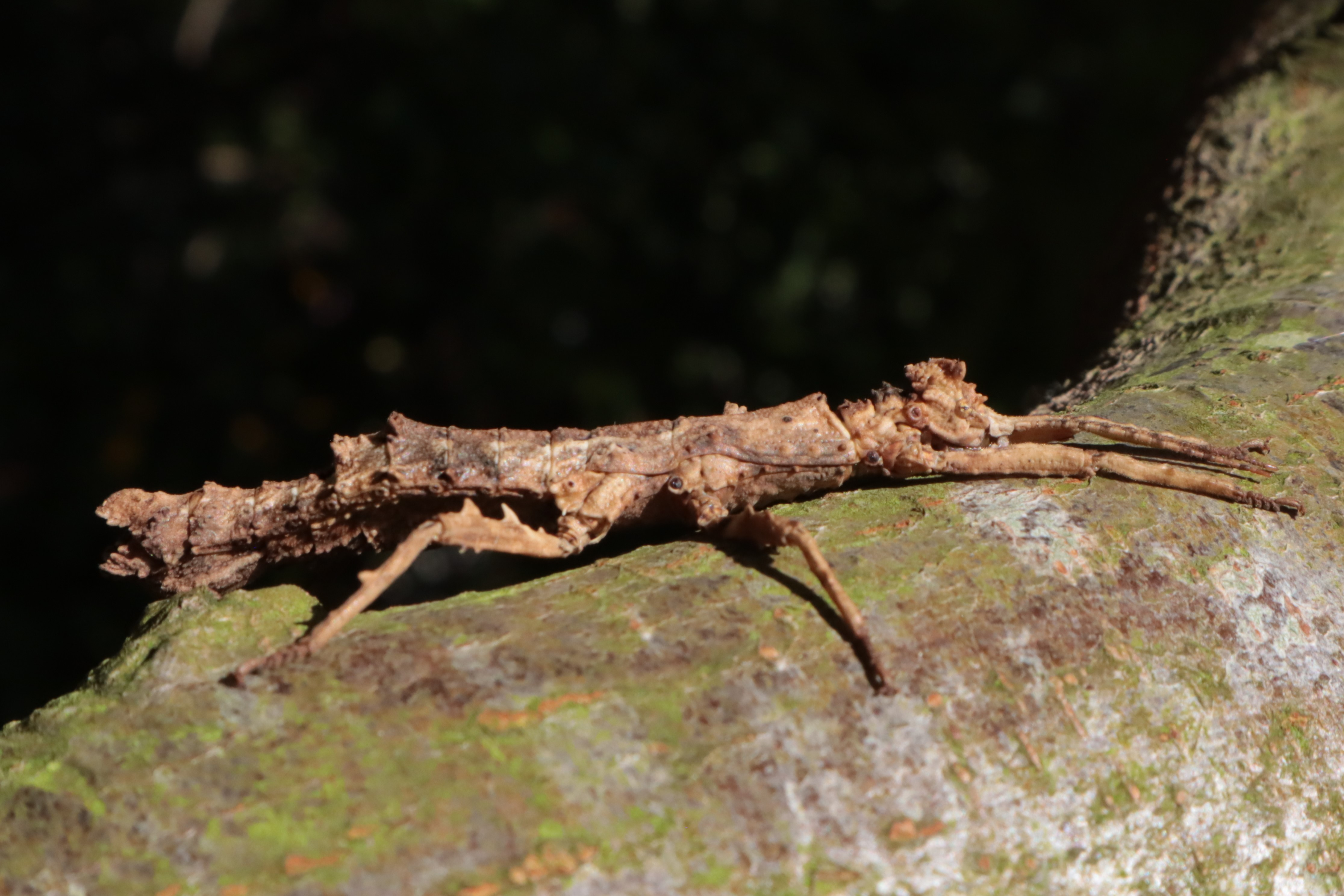
Weibchen von Orestes sp. 'Ky Thuong'

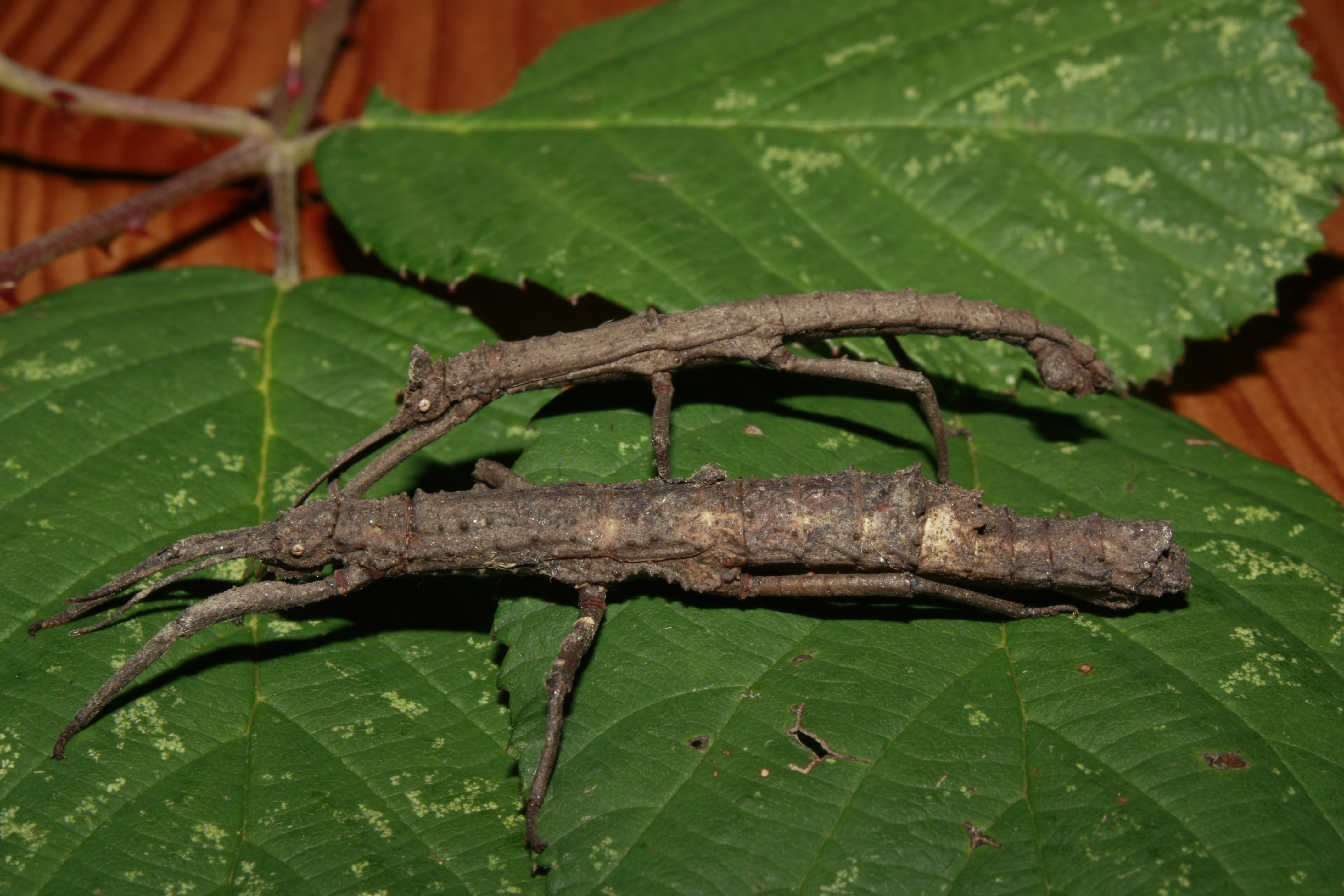
Pärchen von Orestes sp. 'Andaman'

Die lange monotypische Gattung Orestes wurde im Jahr 1906 von Josef Redtenbacher in der Erstbeschreibung von Orestes verruculatus errichtet. Der Gattungsname ist abgeleitet von Orestes, einer Gestalt der Griechischen Mythologie und bedeutet im Altgriechischen Ορέστης und damit wörtlich „der auf einem Berg steht“ oder auch „Bergbewohner“. Eine bereits 1865 von Henry Walter Bates unter dem Namen Acanthoderus mouhotii beschriebenen Art, welche um die Jahre 1999–2000 als Datames mouhotii oder Pylaemenes mouhotii bezeichnet wurde, wird 1999 von Ingo Fritzsche erstmals und später im gleichen Jahr von Oliver Zompro und Fritzsche als Orestes mouho(u)tii angesprochen. Obwohl Zompro der Erstautor einer der 1999er Arbeiten ist, priorisierte er 2004 eine von ihm im Jahr 2000 veröffentlichte Arbeit als Erstnennung von Orestes mouhotii. Außerdem synonymisierte er mehrere Arten mit Orestes mouhotii, unter anderem auch die bisherige Typusart Orestes verruculatus. Dadurch wurde Orestes mouhotii bzw. deren Synonym Orestes verruculatus zur gültigen Typusart der Gattung. Ob Zompro Orestes weiterhin als monotypisch betrachtete, geht aus seiner Arbeit nicht eindeutig hervor. Der Grund dafür ist die doppelte Auflistung der seit 1934/35 synonymisierten Datames cylindripes (auch heute Synonym zu Pylaemenes oileus). Einerseits führt er diese in der Liste der Synonyme. Andererseits führt er sie unter anderem in einem Bestimmungsschlüssel als Orestes cylindripes und damit als zweite in die Gattung Orestes überführte gültige Art.
Im Rahmen der Beschreibung von sechs neuen Arten aus Vietnam stellten Joachim Bresseel und Jérôme Constant 2018 eine neue Abgrenzung zwischen den Gattungen Pylaemenes und Orestes vor, die 2021 durch genanalytische Untersuchungen bestätigt wurde. Neben den sechs neu beschriebenen Arten wurden auch Pylaemenes guangxiensis, Pylaemenes shirakii und Pylaemenes japonicus in die Gattung Orestes überführt und die 2004 von Zompro synonymisierte Orestes subcylindricus revalidisiert. Eine 1999 von Zompro und Fritzsche als Dares ziegleri beschriebene Art, wurde 2021 durch Bresseel und Kawin Jiaranaisakul in die Gattung Orestes gestellt. Nach der 2018 von Bresseel und Constant veröffentlichten Differenzierung, müssten auch einige bisher in Pylaemenes geführte Arten wie die 2016 von Borneo beschriebene Pylaemenes elenamikhailorum oder die 2018 aus Vietnam beschriebenen Pylaemenes konchurangensis und Pylaemenes konkakinhensis in die Gattung Orestes überführt werden.
Gültige Arten sind:
- Orestes bachmaensis Bresseel & Constant, 2018
- Orestes botot Bresseel & Constant, 2018
- Orestes diabolicus Bresseel & Constant, 2018
- Orestes dittmari Bresseel & Constant, 2018
- Orestes draegeri Bresseel & Constant, 2018
- Orestes guangxiensis (Bi & Li, 1994)
(Syn. = Pylaemenes hongkongensis Brock & Seow-Choen, 2000)
- Orestes japonicus (Ho, 2016)
- Orestes krijnsi Bresseel & Constant, 2018
- Orestes mouhotii (Bates, 1865)
(Syn. = Dares fulmeki Werner, 1934)
(Syn. = Orestes verruculatus  Redtenbacher, 1906)
- Orestes shirakii (Ho & Brock, 2013)
- Orestes subcylindricus (Redtenbacher, 1906)
- Orestes ziegleri (Zompro & Fritzsche, 1999)

In ihrer 2021 veröffentlichten, vor allem auf Genanalysen basierenden Arbeit zur Phylogenie der Heteropterygidae zeigen Sarah Bank et al. unter anderem sowohl die Stellung der Gattung in der Familie, als auch die Verwandtschaftsverhältnisse innerhalb der Gattung auf. Dieser Arbeit folgend, handelt es sich bei der seit 2015 aus dem Kiriom Nationalpark in Kambodscha in Zucht befindlichen Art um Orestes mouhotii. Deren Schwesterart ist eine noch unbeschriebene Art von den Andamanen. Beide bilden mit der 2018 beschriebenen Orestes draegeri eine gemeinsamen Klade. Zu Orestes draegeri gehören laut dieser Arbeit weitere in Vietnam gesammelte Stämme und mindestens ein schon länger unter dem Namen Orestes mouhotii geführter Zuchtstamm aus Thailand oder West Malaysia. Neben der von den Andamanen stammenden Art wurden noch zwei weitere, bisher nicht beschriebene Arten als eigenständige Spezies identifiziert.

## Terraristik
Mehrere Arten sowie einige unbeschriebene beziehungsweise unbestimmte Stämme der Gattung sind in den Terrarien der Liebhaber präsent. Am weitesten verbreitet waren lange Tiere, die von der Phasmid Study Group unter der PSG-Nummer 192 geführt und Orestes mouhotii zugeordnet wurden, sowie die unter der PSG-Nummer 248 gelistete Orestes guangxiensis. Beide werden etwa seit den späten 1990er Jahre gehalten. Während Orestes guangxiensis lediglich parthenogenetisch in Zucht ist, wurde die unter der PSG-Nummer 192 geführte Art um 2000 kurzzeitig auch als sexueller Stamm aus Thailand gehalten.
Ein weiterer lediglich parthenogenetischer Zuchtstamm, welcher 2008 aus dem Norden Taiwans eingeführt worden war, wurde zeitweilig als Pylaemenes guangxiensis "Taiwan" angesprochen. Bei dieser Art handelt es sich um die 2013 in der Gattung Pylaemenes beschriebene Art Orestes shirakii.
Von der niederländisch-belgischen Arbeitsgruppe Phasma wurden diverse weitere Zuchtstämme eingeführt, welche größtenteils von Joachim Bresseel und Jérôme Constant in Vietnam gesammelt worden sind und unterschiedlich erfolgreich in Zucht gebracht wurden. Drei sexuelle und ein parthenogenetischer Stamm sind 2018 von Bresseel und Constant beschrieben worden. Zum einen war dies ein 2011 im Nationalpark Bạch Mã gesammelter und nach diesem Fundort Pylaemenes sp. 'Bach Ma' genannter sexueller Stamm. Dieser wird unter der PSG-Nummer 267 geführt und ist als Orestes bachmaensis beschrieben worden. Eine weitere Art ist die 2012 in Đồng Nai gesammelte Orestes draegeri, die unter der PSG-Nummer 397 geführt wird und zunächst als Pylaemenes sp. 'Dong Nai' bezeichnet wurde. Laut aktuelleren Untersuchungen sind die ursprünglich als Orestes mouhotii gehaltenen Stämme der PSG-Nummer 192 aus Thailand und West-Malaysia dieser Art zuzuordnen. Die nahe verwandten, echte Orestes mouhotii ist seit 2015 aus dem Kiriom Nationalpark in Kambodscha in beiden Geschlechter in Zucht. Die dritte sexuell in Zucht befindliche Art ist Orestes krijnsi, welche 2014 im Nationalpark Nui Chua gefunden und zunächst Pylaemenes sp. 'Nui Chua' genannt wurde. Als Orestes dittmari wurde ein parthenogenetisch in Zucht befindlicher Stamm beschrieben, welcher 2013 im Nationalpark Cát Bà gefunden worden ist. Von der seit 2018 wieder gültigen Orestes subcylindricus wurde zunächst angenommen, dass sie 2011 im Nationalpark Cúc Phương gesammelt worden ist. Der daraus resultierende Stamm ist sexuell in Zucht. Wie  Bresseel 2023 mitteilte, gehören diese Tiere einer anderen, noch unbeschriebenen Art an. Die echte Orestes subcylindricus wurde erst 2021 von  Bresseel und Constant im vietnamesischen Mau Son, nahe beim Typusfundort gesammelt und ist seither parthenogenetisch in Zucht.
Daneben sind aus Vietnam durch Bresseel und Constant weitere parthenogenetische Stämme von Orestes draegeri eingeführt worden, so 2015 aus dem Nationalpark Ba Bể und der Melinh Biodiversitätsstation, 2017 aus dem Nationalpark Bạch Mã und 2017 aus dem Nationalpark Pu Mat. Parthenogenetische Stämme noch unbeschriebener Arten importierten sie 2013 aus dem Tay Yen Tu Naturschutzgebiet, 2015 aus dem Nationalpark Ba Bể,  2018 aus dem Nationalpark Chu Mom Ray und 2021 aus Ky Thuong. Sexuelle Stämme wurden ebenfalls 2018 aus dem Ke-Go-Naturschutzgebiet und aus dem Nationalpark Kon Ka Kinh eingeführt. Letztere zählen zusammen mit zwei 2019 in Đắk Nông und Ta Dung gesammelten, sexuell in Zucht gelangten Arten zu den bisher kleinsten, bekannten Vertretern der Gattung. Zwei weitere 2019 in Kong Plong gesammelte Arten konnten ebenfalls  sexuell in Zucht gebracht werden. Eine dieser Arten ähnelt stark einer 2018 als Pylaemenes konchurangensis beschriebenen Art und wurde von Bresseel deshalb als Orestes cf. konchurangensis 'Kong Plong' weitergegeben. Aus den 2022 gesammelten Tieren, konnten drei weitere sexuelle Zuchtstämme etabliert werden, zwei aus dem Nationalpark Vũ Quang und einer aus Xuan Lien.
Lebend nach Europa eingeführt, aber nicht mehr in Zucht sind Tiere von folgenden Fundorten: Nationalpark Bidoup-Nui Ba (2014), Nationalpark Phuoc Binh (zwei Stämme 2014) und Phuong Dien (2017). Zeitweilig war ein als Orestes sp. 'Ngo Luong' bezeichneter Stamm sexuell in Zucht. Er ging auf ein im Juli 2016 im Ngo Luong Naturschutzgebiet gesammeltes Weibchen zurückgeht. Im Jahr 2020 beschrieben Bresseel und Constant die Art in einer neu errichteten Gattung als Microrestes robustus.
Ein anderer geschlechtlicher Zuchtstamm aus Japan wird seit 2013 von europäischen Züchtern gehalten und gezüchtet. Er wurde von Kazuhisa Kuribayashi auf Okinawa gesammelt und von diesem zunächst als Pylaemenes guangxiensis bezeichnet. An anderer Stelle wurde er Pylaemenes sp. 'Okinawa (Island)' genannt. Im Jahr 2018 erkannten Bresseel und Constant seine Zugehörigkeit zu Orestes japonicus. Ebenfalls 2013 wurde von Elena Tkacheva und Mikhail Berezin auf Borneo, genauer in Sepilok eine zu Orestes gehörige Art gesammelt, welche 2016 als Pylaemenes elenamikhailorum beschrieben wurde. Sie wird seit ihrem Auffinden als sexueller Zuchtstamm in Russland und 2020 zeitweilig auch in Deutschland gehalten. Von den Andamanen ist seit 2018 ein von Christoph Röhrs gesammelter sexueller Stamm in Zucht, dessen Vertreter als Schwesterart zu Orestes mouhotii identifiziert wurden.

## Bilder

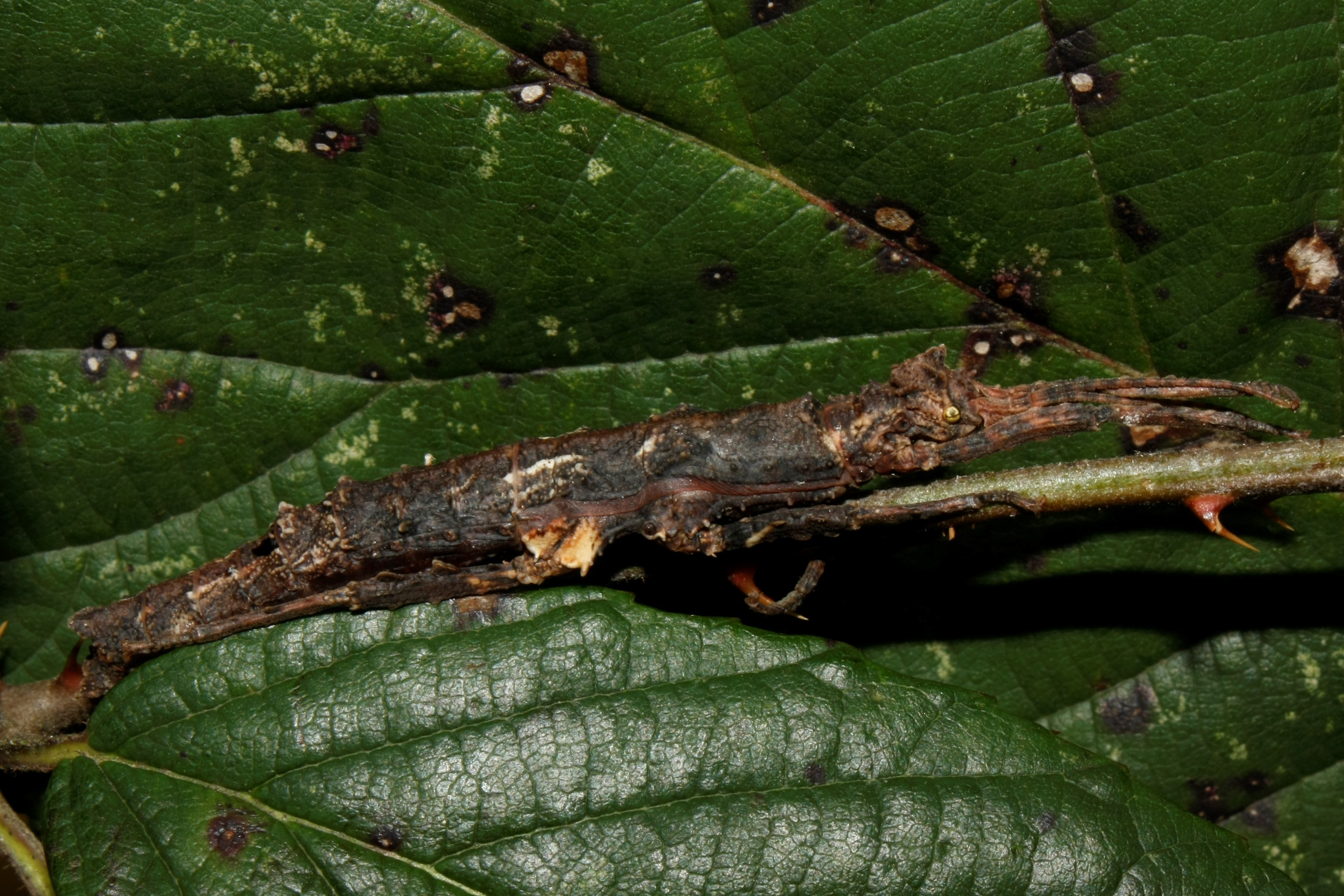
Weibchen von Orestes sp. 1 'Ba Be'
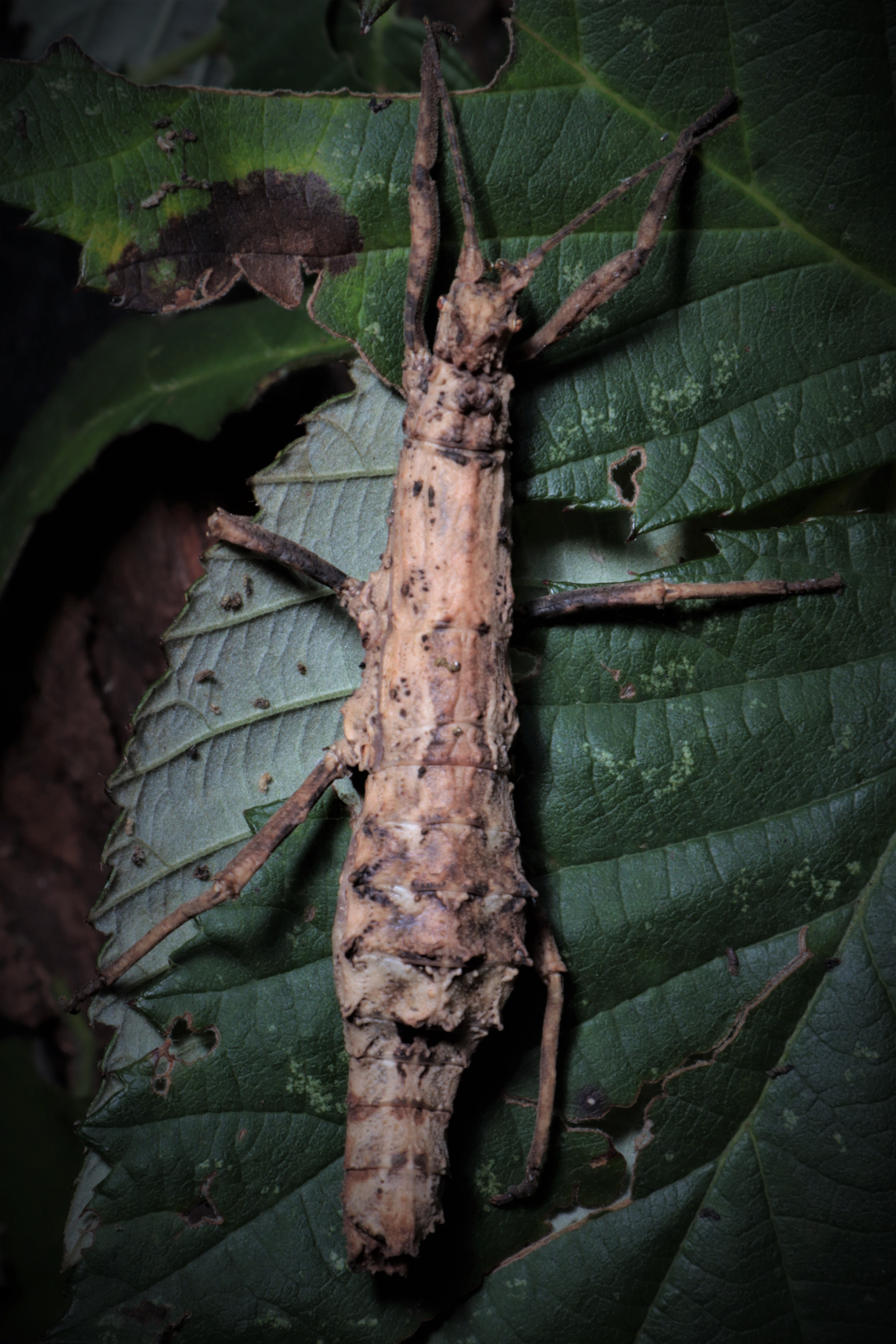
Weibchen von Orestes sp. 'Chu Mom Ray'
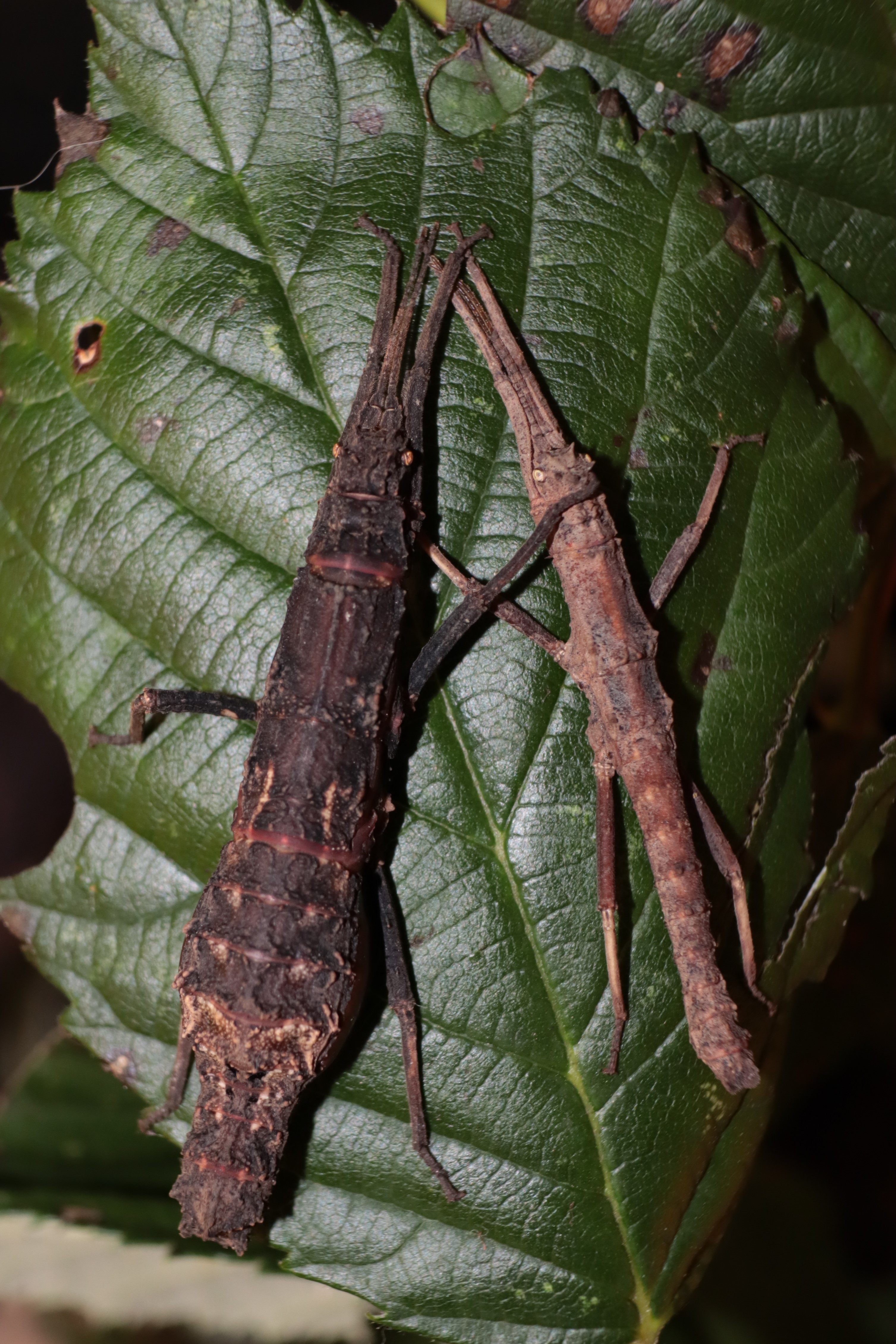
Pärchen von Orestes sp. 'Kon Ka Kinh'
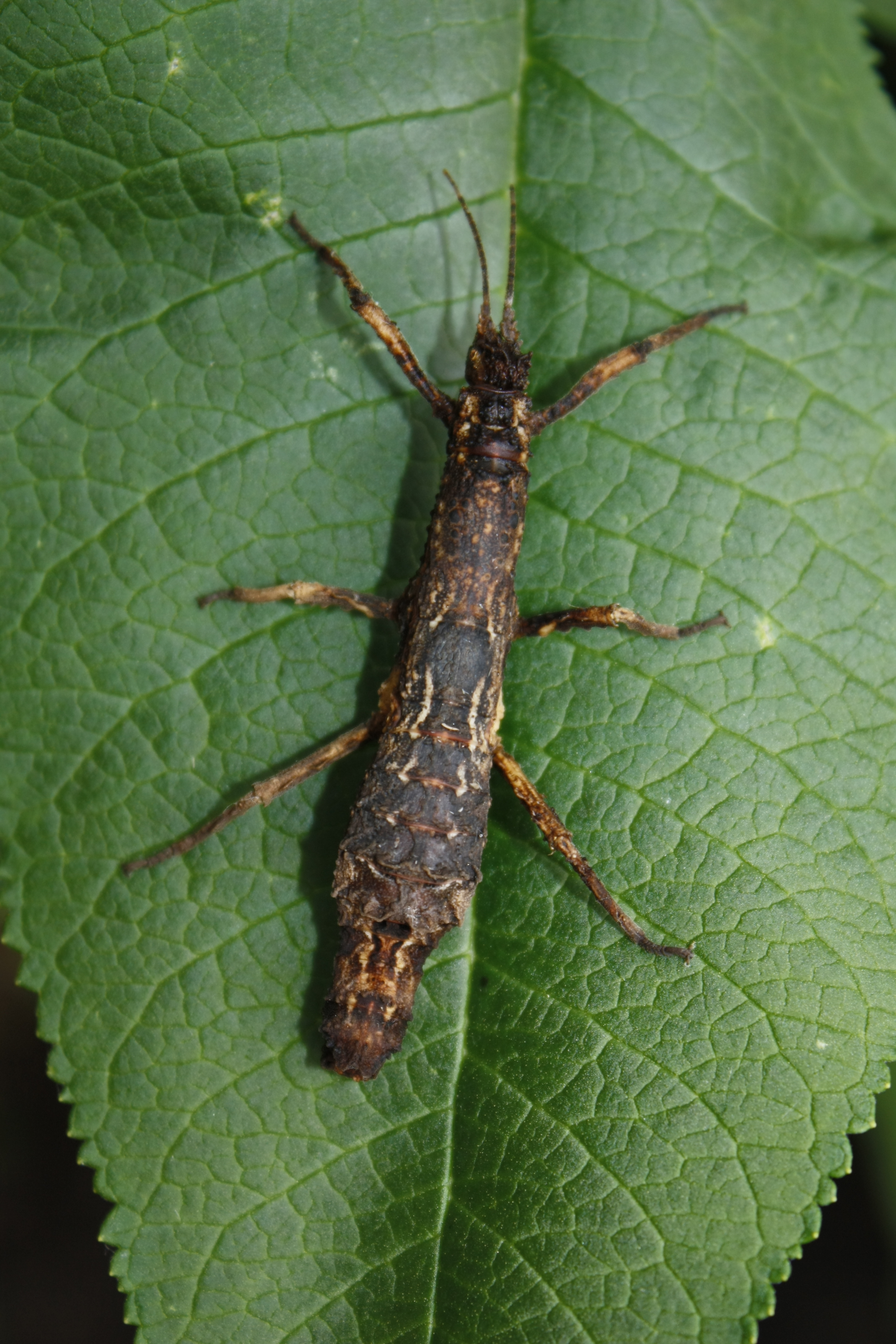
Weibchen von Orestes sp. 'Tay Yen Tu'
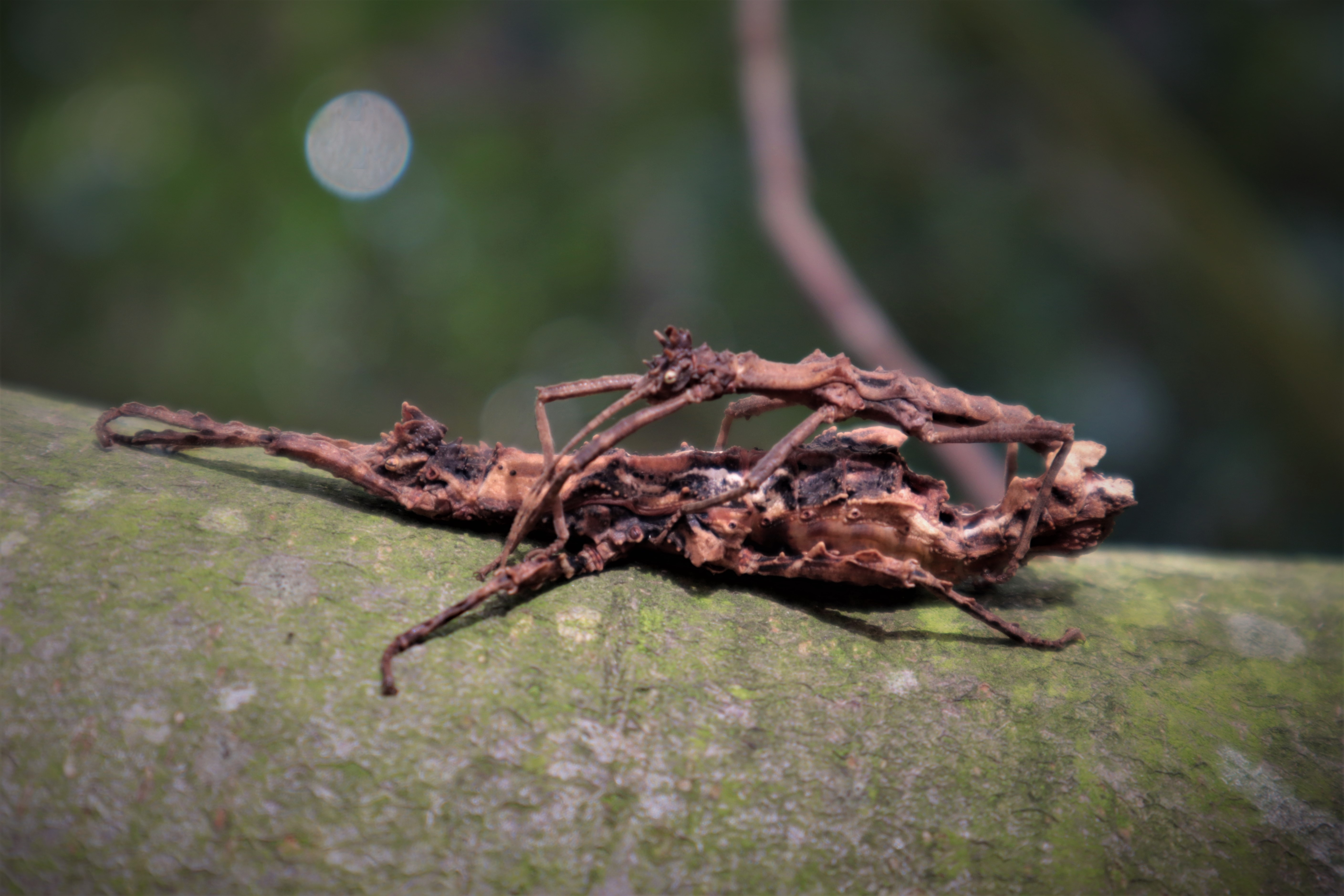
Pärchen von Orestes sp. 'Kong Plong'
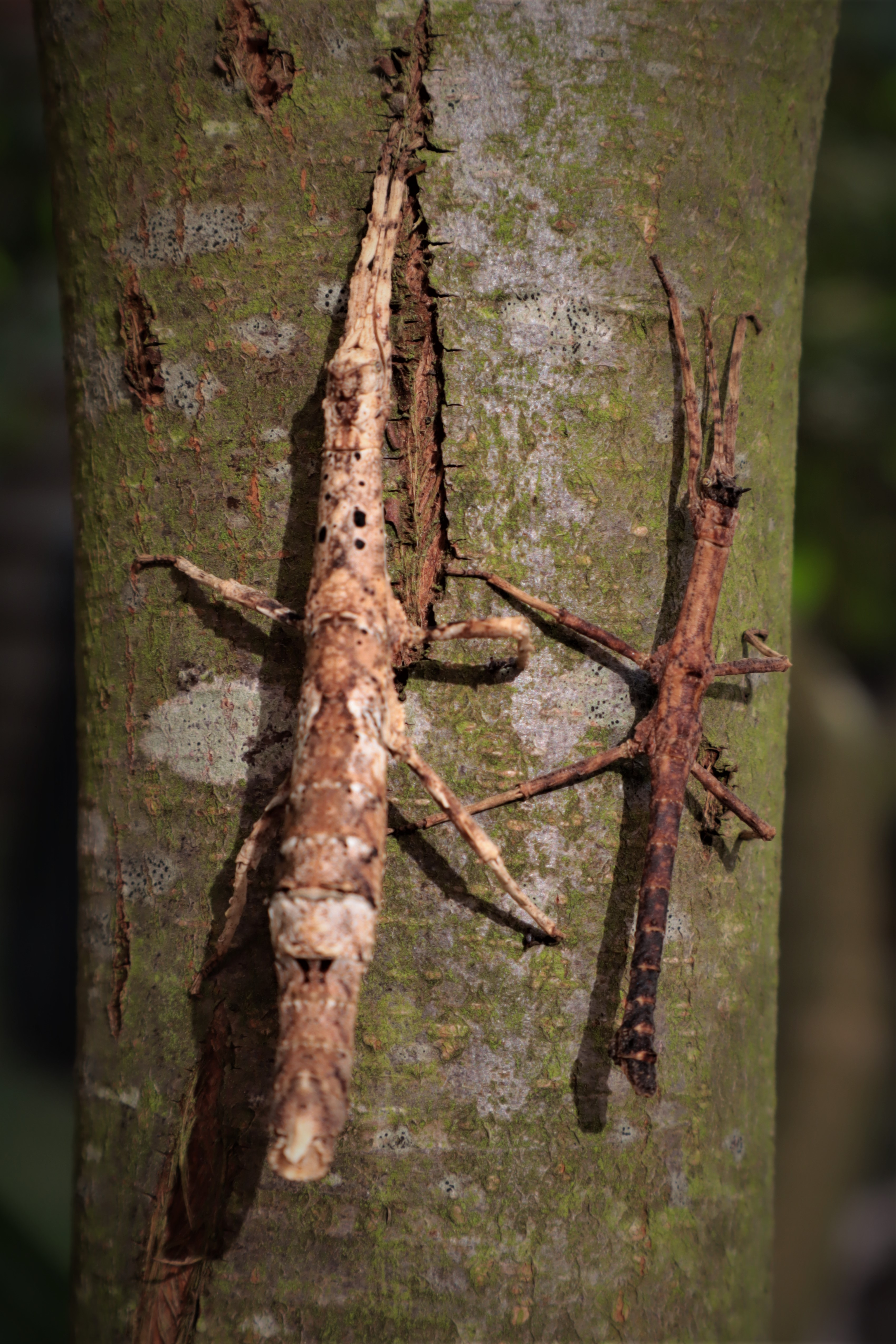
Pärchen einer noch nicht abschließend bestimmten, als Orestes cf. konchurangensis 'Kong Plong' bezeichneten Art